# Ocotea cicatricosa
Ocotea cicatricosa är en lagerväxtart som beskrevs av C.K. Allen. Ocotea cicatricosa ingår i släktet Ocotea och familjen lagerväxter. Inga underarter finns listade i Catalogue of Life.